# San Miguel, Santa Cruz Zenzontepec
San Miguel är en ort i Mexiko.   Den ligger i kommunen Santa Cruz Zenzontepec och delstaten Oaxaca, i den sydöstra delen av landet, 400 km sydost om huvudstaden Mexico City. San Miguel ligger 962 meter över havet och antalet invånare är 117.
Terrängen runt San Miguel är bergig åt nordväst, men åt sydost är den kuperad. Runt San Miguel är det ganska tätbefolkat, med 54 invånare per kvadratkilometer. Närmaste större samhälle är La Huichicata, 1,3 km sydväst om San Miguel. I omgivningarna runt San Miguel växer huvudsakligen savannskog.